# 후지가오카역 (가나가와현)
후지가오카역(일본어: 藤が丘駅, ふじがおかえき)은 일본 가나가와현 요코하마시 아오바구에 있는 철도역이다.
역 앞길에는 은행나무 가로수 가모에기노, 카키노키다이 주변에 느티나무 가로수가 설치되어 있다.

## 역 구조
상대식 승강장 2면 3선의 고가역. 상행선만 통과선이 설치되어 아침 러시아워는 당역에서 급행, 준급행의 열차가 통과를 한다.

### 승강장
| 1 | ■ 덴엔토시 선 | 나가쓰타·주오린칸 방면                                                      |
| 2 | ■ 덴엔토시 선 | 후타코타마가와·시부야·○ 한조몬 선 오시아게 ■ 도부 이세사키 선 가스카베 방면 |

## 이용 현황
- 1일 평균 승차 인원 26,146명. (2011년도)

## 역세권 정보
- 쇼와 대학 후지가오카 병원
- 일본담배산업
- 야마다 전기
- 모에기노 공원
- 후지가오카 지구 센터

## 역사
- 1966년 4월 1일: 영업 개시.
- 1999년 8월 23일: 역 개량 공사 개시, 역사 증축.
- 2000년 3월 8일: 자동개찰기설치.
- 2001년
  - 3월 6일: 서비스 매니저 배치.
  - 11월 11일: 하행선이 남쪽으로 이전됨.
- 2002년
  - 3월 23일: 상행 통과선 사용 개시. 당역 급행 대피선은 동년 3월 28일부터 개시했다.
  - 9월 12일: 남쪽 개찰구 신설.

## 인접역
| 도쿄 급행 전철 ■ 덴엔토시 선 | 도쿄 급행 전철 ■ 덴엔토시 선 | 도쿄 급행 전철 ■ 덴엔토시 선  |
| ---------------------------- | ---------------------------- | ----------------------------- |
| DT18 이치가오 시부야 방면    | ■ 각역정차                   | 아오바다이 DT20 주오린칸 방면 |